# Molto più di un film
| Recensione | Giudizio |
| ---------- | -------- |
| Rockol     |          |

Molto più di un film  è il secondo album in studio della cantante italiana Federica Carta, pubblicato il 13 aprile 2018 dalla Universal Music Italia.

## Descrizione
Uscito a quasi un anno di distanza dal precedente Federica, quest'album contiene undici brani che hanno come unico tema l'amore in tutte le sue sfaccettature e di cui Federica Carta ne è anche autrice. L'album è stato anticipato dal singolo Molto più di un film.

## Tracce
1. Molto più di un film – 3:39 (Giulia Anania, Federica Carta, Marta Venturini)
2. Sull'orlo di una crisi d'amore (feat. La Rua) – 3:50 (testo: Daniele Incicco, Dario Faini e Alessandro Raina – musica: Daniele Incicco e Dario Faini)
3. Tra noi è infinita – 3:33 (Gianluigi Fazio, Gianluca Florulli e Leonardo Pari)
4. Quanta vita serve – 3:14 (testo: Daniele Conti e Antonio Iammarino – musica: Federica Carta e Federico Fabiano)
5. Il sole a mezzanotte – 3:30 (Piero Romitelli e Luca Vicini)
6. La mia verità – 3:50 (Marta Moretti e Alessandro Renzetti)
7. Amarsi è una cosa normale – 3:13 (Alessandro Raina e Davide Simonetta)
8. Dove sei – 3:14 (testo: Daniele Conti e Federica Carta – musica: Federico Fabiano e Niccolò Verrienti)
9. La fine di un attimo – 3:22 (Alessandro Raina e Davide Simonetta)
10. Due in questa stanza – 3:38 (Antonio Filippelli e Alice Bisi)
11. Tutto quello che ho – 3:26 (testo: Daniele Conti, Federica Carta – musica: Federico Fabiano, Daniele Conti e Federica Carta)

Durata totale: 38:29

## Classifiche
| Classifica (2018) | Posizione massima |
| ----------------- | ----------------- |
| Italia            | 4                 |